# Juillet 1912

## Événements
- Canada : adoption du Règlement 17 pour limiter l'usage du français dans les écoles de l'Ontario.
- Empire ottoman : les élections sont truquées par le pouvoir, qui impose ses candidats dans toutes les circonscriptions. En juillet, le CUP perd le pouvoir au profit de l'Entente libérale.
- Nicaragua : complot du général Luis Mena contre le gouvernement . Soulèvement des villes libérales (León, Masaya). L’Assemblée nationale choisit de nommer Mena président de la République, mais en août, 400 marines débarquent pour soutenir le président conservateur Adolfo Díaz.

- 10 juillet, France : la représentation proportionnelle est adoptée à la Chambre.

- 11 juillet : élection générale saskatchewanaise de 1912. Le libéral Thomas Walter Scott est réélu.

- 13 juillet : 
  - les chefs d'état-major français Joffre et russe Jilinski signent un protocole d'entente qui améliore les conditions dans lesquelles les armées russe et française s'appuieraient réciproquement en cas de conflit[1];
  - le Français Jules Védrines bat le record de vitesse pure en avion : 170,777 km/h sur un « Deperdussin ».

- 17 juillet : Coup d'État ottoman de 1912

- 30 juillet (Japon) : mort de l’empereur Meiji. Suicide du général Nogi et de son épouse. Début de l'ère Taishō (fin en 1926) et du règne de l'empereur Yoshihito.
- 31 juillet : Premier vol postal de France, reliant Jarville-la-Malgrange à Lunéville sur un biplan Farman.

## Naissances
- 2 juillet : René Bégin, homme politique fédéral provenant du Québec († 18 novembre 1980).
- 4 juillet : Edward Vissers, coureur cycliste belge († 2 avril 1994).
- 5 juillet : Heinrich Harrer, alpiniste autrichien († 7 janvier 2006).
- 11 juillet : Robert Rocca, chansonnier français († 11 avril 1994).
- 12 juillet : Gustave Blouin, homme politique fédéral provenant du Québec († 14 avril 2002).
- 14 juillet : 
  - Northrop Frye, auteur et critique littéraire († 23 janvier 1991).
  - Woodie Guthrie, musicien américain († 3 octobre 1967).
- 17 juillet : Art Linkletter, acteur et producteur († 26 mai 2010).
- 25 juillet : Jean van Heijenoort, mathématicien et secrétaire personnel de Leon Trotsky († 29 mars 1986).
- 31 juillet : Milton Friedman, économiste américain, « Prix Nobel » d'économie en 1976 († 16 novembre 2006).

## Décès
- 2 juillet : Rémi d'Avezac de Moran, journaliste et militant monarchiste français.
- 7 juillet : Louis Beysson, peintre et écrivain français (° 28 février 1856).
- 8 juillet : Robert Wiedemann Browning, peintre et critique d'art britannique (° 9 mars 1849).
- 9 juillet : René Bedel, aviateur français (° 20 décembre 1886).
- 17 juillet : Henri Poincaré, mathématicien, physicien, philosophe et ingénieur français (° 29 avril 1854).
- 30 juillet : Meiji (empereur du Japon) (° 1852).